# Fåglarödjans naturreservat
Fåglarödjan är ett naturreservat i Jönköpings kommun i Småland.
Området är skyddat sedan 2004 och är 5 hektar stort. Fåglarödjan är en ädellövskog som är beläget 1 km öster om Skärstads kyrka. Tidigare var området en mer öppen hagmark.

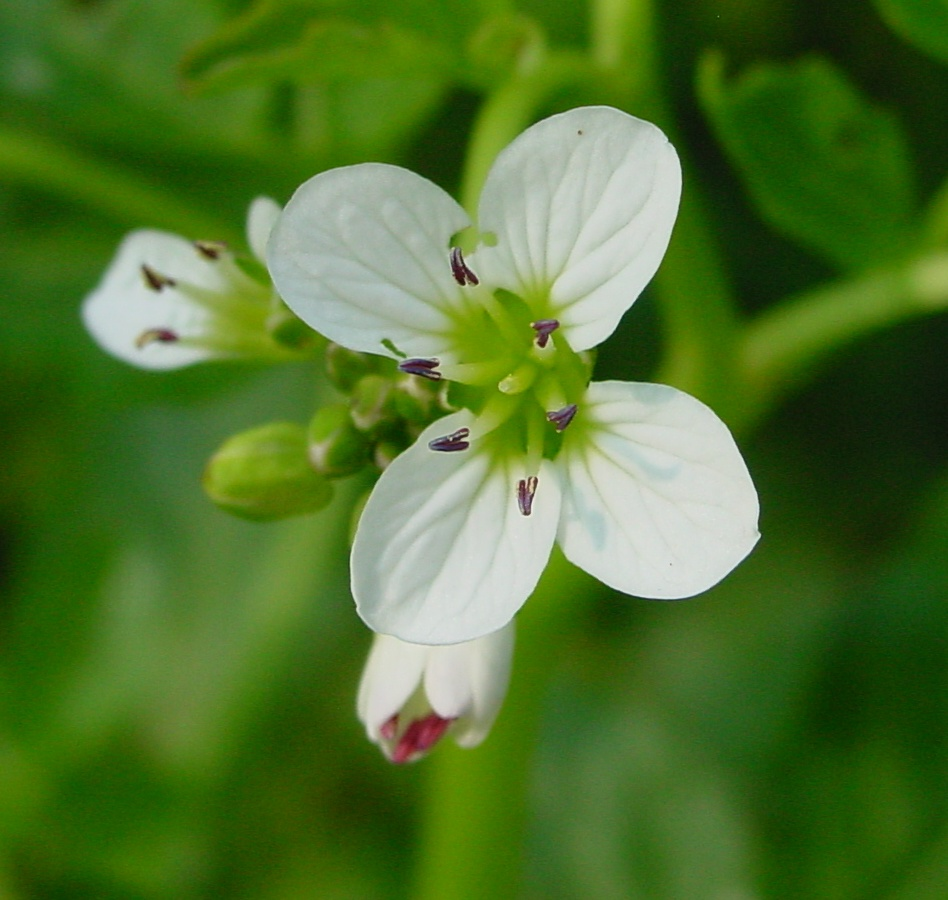
Bäckbräsma

Naturreservatets trädskikt utgörs av lövträd som ek, asp, klibbal, gråal, fågelbär och björk. I området finns några vidkroniga ekar som vittnar om  tiden då marken var betydligt mera öppen.  Branter, block, bäck och ett litet klibbalkärr bidrar till en varierad naturmiljö. Floran är rik med flera kärlväxter som trivs i den fuktiga miljön t.ex. kärrfibbla, bäckbräsma och gullpudra. Ett antal signalarter av mossor och lavar har noterats t.ex. porellor, traslav, skogshakmossa och mörk husmossa. Det finns gott om död ved i området varför fåglar trivs väldigt bra. Under våren kan man få se grönsångare, flugnappare och svarthättor m.fl. 